# Magnus Ferrell
Magnus Paulin Ferrell, född 7 mars 2004 i Los Angeles i Kalifornien, är en amerikansk musiker och låtskrivare. Han är son till skådespelarna Will Ferrell och Viveca Paulin.
Han har studerat skådespeleri vid University of Southern California, men tog under år 2025 en paus från studierna för att fokusera på sin musikkarriär. En av hans låtar, "Slow Down", användes som en del av soundtracket till filmen You're Cordially Invited (2025), där fadern medverkar i en av huvudrollerna.
Ferrell slog igenom som musiker och började skriva låtar under covid-19-pandemin år 2020–2021.
Den 11 juli 2025 släppte han låten "Miss Me Vendetta" på musiktjänsten Spotify. Den 22 juli gjorde han sin första större TV-debut på Allsång på Skansen, där han uppträdde med låten "Life or Death".